# Lost Acapulco
Lost Acapulco es una banda de rock alternativo mexicana que comenzó en la mitad de la década de los años 90 que interpreta surf rock mexicano. El grupo se formó en el puerto de Acapulco, Guerrero, México, en el año 1996 para ser exacto, y continúa hasta hoy.
Sus composiciones dentro del ámbito de la música hablan sobre sus vidas llenas de surf, y fiestas. Tiene raíces de otras bandas del mismo género llamadas Los Esquizitos y Bombatomix.

## Inicios
En México, a principios de los 90, Nacho Desorden (nieto del poeta mexicano Ramón López Velarde) y Üili Damage trabajaban en una tienda de discos en la colonia Polanco. La tienda patrocinaba un programa llamado Radio Bestia. Nacho, Üili y Juan "Reverendo" Moragues (apodo que se ganó porque era el único que compraba en la tienda los discos del Reverend Horton Heat) programaban la olvidada música surf. En 1994, Üili (guitarra) y Nacho (bajo) deciden formar un grupo que sonara a las bandas que difundían por la radio. Con Brisa en la batería y Álex en la guitarra crean Los Esquizitos. Juan conocía a Danny Amis por Üili, y cuando visita la Ciudad de México por primera vez, lo llevó a la Arena México buscando máscaras de luchador para su nuevo proyecto que después surgiría como Los Straitjackets.
En enero de 1996, Álex y Brisa dejan la banda y, dos meses más tarde, Nacho y Güilli se unen al Reverendo quien estaba probando un Tanque de Reverb Vintage que se encontró en una tienda de instrumentos usados de la Calle Bolívar por el Centro, dice Juan que se lo vendieron como un ampli con defecto de fábrica, después se les une también Sury Attié, y un viejo amigo llamado Roberto "Warpig" Muñoz formando una especie de Proto-Acapulco llamado Los Bombatomix. En octubre, Sury abandona el grupo y, el ahora cuarteto, cambia el nombre por Lost Acapulco. Según cuenta Üili, Álex y Brisa, al ver el éxito que estaba teniendo Lost Acapulco, deciden regresar y reunir a Los Esquizitos. Durante los siguientes años, Nacho y Üili tocan en las dos bandas simultáneamente. En 1998 editan el álbum "4", producido por Danny Amis, el cual contiene los tracks  "El Garage de Gina Monster" y "A huevo" entre otros, volviéndose una banda de culto en lo inmediato. Cuenta la leyenda que en una gira con Los Straitjackets tocaron enmascarados con bolsas de papel.
En 1999, Üili deja Lost Acapulco, porqué: "veía mas posibilidades creativas con Los Esquizitos y además el surf ya me había hartado". En 2000 Nacho deja Lost Acapulco porque: "tenía un programa de radio con Warpig y el Reverendo en el que ellos cobraban y a mí no me pagaban". Así que preferí separarme antes que pelearme". Lo cual no es verdad: Warpig cobraba por tres producciones que hacía para Radioactivo aparte de "Las Dos horas D'Brayan" y el Reverendo no cobraba en aquel entonces.
Más tarde, Lost Acapulco incluyó en su banda a Esteban "Crunchy" López en la guitarra quien trabajaba de Mánager en la agencia que representaba a Lost. En algún tiempo también participó Javier Ramírez "Cha" (ex bajista de Fobia y actual de Moderatto) quien usó la máscara del clásico luchador profesional "Huracán Ramírez". A su partida entró Caleb Franco como "el Sr. Ramírez", quien también se puso la máscara del mismo luchador, pero el auténtico "Huracán" intenta reclamar derechos, por lo que Caleb diseñó después su propia máscara, que es como se le conoce hoy en día. Esta ha sido la alineación más reconocida y con la que han triunfado en varias partes del mundo.
En 2004 editan "Acapulco Golden", disco por el que la banda es conocida a nivel internacional. En 2011 vuelven con otro álbum que llaman "Los Obligados Racing Team". Ambos discos "obligan" a la banda a tocar alrededor del mundo. En la actualidad, Lost Acapulco cuenta con 8 EPs, 4LPs, varios acoplados y Banda Sonora Original (B.S.O.) para películas mexicanas como "Sexo, pudor y lágrimas", "Perfume de violetas", "Matando cabos", "Atlético San Pancho" y la serie de Netflix "Club de Cuervos".
En el 2018, presentan "Shark Beach" con Danny Amis (Los Straitjackets) y celebran los 22 años de su disco "4". En el festival "Wild'o Fest" y en la "Semana de las Juventudes", invitan al escenario a Üili Damage y tocan ante 100 000 personas.
La serie documental "Nuestra Lucha Libre" que se transmite por Netflix menciona a Lost Acapulco en el 5.º capítulo, titulado "Más allá del ring". El álbum Acapulco Golden es editado en Vinil versión Golden en julio de 2019.
Desde el año 2020, debido a la pandemia COVID-19, transmiten videos ya sea a dueto, con el grupo completo y versiones acústicas a través de sus redes sociales (vía streaming) bajo la etiqueta de "quédate en casa".

## Álbumes
- 4 (1998)
- Mostrissimo EP (2000)
- Lost en Navidad EP (2001)
- Acapulco Golden (2004)
- Terremoto EP  (Danny Amis con Lost Acapulco) (2005)
- Que Monstruoson EP (2005)
- Lost Acapulco VS Tijuana Bibles EP (2006)
- Daddy-O Grande en México (Danny Amis con Lost Acapulco) (2006)
- Navidades Soleadas de Ayer y Hoy EP (2006)
- Destroy All Monsters (Álbum de Éxitos) (2008). Edición Japonesa
- Los Obligados Racing Team (2011)
- Zombie 7" EP (2011)
- Wild Surf from México (Álbum de Éxitos), (2013). Edición Italiana
- Las Mejores Olas (Álbum de Éxitos) (2014). Edición Española
- Lost Acapulco contra Monstros, Fantasmas y otras criaturas (Éxitos de Horror), (2014). Edición Española
- Coral Riffs EP (2014)
- Shark Beach (Danny Amis con Lost Acapulco)  (2017)
- Relampagore (Cd Single) 2019

## Miembros
La alineación actual de Lost Acapulco es:
- Reverendo (Juan Moragues-Cholbi) - Guitarra rítmica
- Warpig (Roberto Muñoz) - Batería
- Crunchy (Esteban López) - Guitarra líder
- Sr. Ramírez (Caleb Franco) - Bajo
- Daddy O-Grande (Danny Amis) - Bajo/Guitarra  (Invitado Especial)